# مرحانية
مرحانية هي أيديولوجية سياسية اشتراكية نشأت في إندونيسيا. يُعرف الملتصق بالمرحانية باسم الماريني. تم تطويرها من قبل أول رئيس لإندونيسيا سوكارنو.
يجادل بعض العلماء بأن المارانية هي البديل للماركسية. حيث تشدد على الوحدة الوطنية والثقافة والاقتصاد الجماعي. تأسست كأيديولوجية معادية للرأسمالية ومعادية للإمبريالية. تهدف إلى تعزيز الحقوق الديمقراطية في معارضة الاستبداد، بينما تدين الليبرالية والفردية. فهي تجمع بين كل من المبادئ الغربية والشرقية. المارانية هي الأيديولوجية التوجيهية للحزب الوطني الماراني الإندونيسي، وهو الآن حزب مارهان ماليزيا.

## التاريخ
يقال إن اسم الإيديولوجية يحمل اسم مزارع فقير يدعى مارهاين، قابله سوكارنو في بريانجان. أرجع سوكارنو فقر الفلاح إلى قلة فرص الحصول على أدوات الإنتاج. تولى سوكارنو منذ ذلك الحين الإشارة إلى أعضاء الطبقة الزراعية باسم «مرحانيين».